# District du Nord (Riga)
Le District du Nord (letton : Ziemeļu rajons) est une division administrative de Riga en Lettonie.
Au 1er janvier 2017, elle compte 77 802 habitants pour une superficie de 76,88 km2.

## Voisinages
- Čiekurkalns (partie de Vidzeme)
- Jaunciems
- Kundziņsala
- Mangaļsala
- Mežaparks
- Mīlgrāvis
- Pētersala-Andrejsala
- Sarkandaugava
- Trīsciems
- Vecāķi
- Vecdaugava
- Vecmīlgrāvis